# メロッテカタログ
メロッテカタログ（英：Melotte Catalogue ）は、フィリベール・ジャック・メロッテがフランクリン・アダムズ写真星図から245個の星団を拾い出し1915年に作成したカタログである。

## 主なメロッテ天体
- Mel 2 - ケフェウス座の散開星団（NGC 188）。
- Mel 22 - プレアデス星団として知られるおうし座の散開星団（M45）。
- Mel 25 - ヒアデス星団として知られるおうし座の散開星団。
- Mel 71 - とも座の散開星団。
- Mel 72 - いっかくじゅう座の散開星団。
- Mel 102 - 南天のプレアデスとして知られるりゅうこつ座の散開星団（IC 2602）。
- Mel 111 - かみのけ座の散開星団。